# Anna di Prussia (langravia d'Assia-Kassel)
Maria Anna Federica di Prussia (Berlino, 17 maggio 1836 – Francoforte sul Meno, 12 giugno 1918) fu una principessa di Prussia e Langravia d'Assia-Kassel.

## Biografia
Era la figlia più giovane del principe Carlo di Prussia, e di sua moglie, la principessa Maria di Sassonia-Weimar-Eisenach.
Essendo una giovane e bella principessa, essa fu oggetto di molte attenzioni alla corte prussiana; nell'inverno del 1852, il giovane Francesco Giuseppe I d'Austria la incontrò a Berlino e se ne innamorò. Egli desiderava dichiararle il suo amore e così la madre di lui, l'arciduchessa Sofia, scrisse alla regina Elisabetta di Prussia riferendogli della «gioia che si è mostrata a lui come un sogno fluttuante, facendo un'impressione sul suo cuore molto più forte e profonda di quanto avessi pensato inizialmente». In ogni caso, Anna era già fidanzata all'epoca e, in aggiunta a questo, vi era la complicazione della forte opposizione tra gli statisti prussiani contro un'alleanza con l'Austria. La madre di Francesco Giuseppe chiese: «c'è qualche speranza che questo triste matrimonio, che stanno imponendo all'affascinante Anna e che non le lascia alcuna prospettiva di felicità, possa venir impedito?», ma purtroppo i suoi sforzi non vennero coronati da successo.

## Matrimonio
Il 26 maggio 1853, Anna sposò il principe Federico Guglielmo d'Assia-Kassel nello Schloss Charlottenburg, a Berlino. Anna era la seconda moglie del suo nuovo marito, che nove anni prima aveva perso l'amata moglie Aleksandra Nikolaevna di Russia mentre dava alla luce un figlio. Federico Guglielmo non riuscì mai a superare la perdita, che avvenne appena un anno dopo il primo matrimonio, e si ritiene che fosse questa la ragione per cui la sua relazione con Anna di Prussia fu educata, ma emotivamente distaccata.
Ebbero sei figli:
- principe Federico Guglielmo III d'Assia-Kassel (1854-1888);
- principessa Elisabetta Alessandra Carlotta (1861-1955), sposò il principe Leopoldo Federico di Anhalt;
- principe Alessandro Federico d'Assia-Kassel (1863-1945), sposò la baronessa Gisela Stockhorner von Starheim;
- principe Federico Carlo d'Assia-Kassel (1868-1940), sposò la principessa Margherita di Prussia;
- principessa Maria-Polissena d'Assia-Kassel (1872-1882);
- principessa Sibilla Margherita d'Assia-Kassel (1877-1925), sposò il barone Friedrich von Vincke e divorziò nel 1923.

Vittoria, principessa reale del Regno Unito e principessa della corona di Prussia, scrisse di Anna:
Anna fu la modella di uno dei più famosi dipinti di Franz Xaver Winterhalter, nel quale è raffigurata con addosso un ampio vestito di tulle e seta rosa.
Anna, oltre ad essere bella, era anche una donna molto intelligente che presiedeva a salotti di corte dove si riunivano importanti artisti e musicisti, tra cui Johannes Brahms (che le dedicò il suo splendido Quintetto per pianoforte e archi, op. 34, ricevendo come dono di ricambio la partitura autografa della Sinfonia in sol minore, K 550 di Mozart), Clara Schumann, Anton Grigorevič Rubinštejn e Julius Stockhausen. Lei stessa era una pianista di grande talento ed abilità, educata con metodo classico da Theodor Kullak.
Fatto insolito per una langravina assiana, si convertì al cattolicesimo nel 1901, che portò a delle complicazioni a livello politico.

## Morte
Anna morì il 12 giugno 1918, a Francoforte, all'età di ottantadue anni; venne sepolta nella cattedrale di Fulda, davanti all'altare di Sant'Anna.
Sulla sua tomba venne riportata la seguente iscrizione:

## Ascendenza
|                                            |                                           |                                                | Genitori                                               |  |  | Nonni |  |  | Bisnonni                         |  |  | Trisnonni                    |  |
|                                            |                                           |                                                |                                                        |  |  |       |  |  | Federico Guglielmo II di Prussia |  |  | Augusto Guglielmo di Prussia |  |
|                                            |                                           |                                                |                                                        |  |  |       |  |  | Federico Guglielmo II di Prussia |  |  | Augusto Guglielmo di Prussia |  |
|                                            |                                           | Luisa Amalia di Brunswick-Lüneburg             |                                                        |  |  |       |  |  | Federico Guglielmo II di Prussia |  |  |                              |  |
| Federico Guglielmo III di Prussia          |                                           |                                                |                                                        |  |  |       |  |  | Federico Guglielmo II di Prussia |  |  |                              |  |
|                                            |                                           | Federica Luisa d'Assia-Darmstadt               | Luigi IX d'Assia-Darmstadt                             |  |  |       |  |  |                                  |  |  |                              |  |
|                                            |                                           | Federica Luisa d'Assia-Darmstadt               | Luigi IX d'Assia-Darmstadt                             |  |  |       |  |  |                                  |  |  |                              |  |
|                                            |                                           | Federica Luisa d'Assia-Darmstadt               | Carolina del Palatinato-Zweibrücken-Birkenfeld         |  |  |       |  |  |                                  |  |  |                              |  |
| Carlo di Prussia                           |                                           | Federica Luisa d'Assia-Darmstadt               |                                                        |  |  |       |  |  |                                  |  |  |                              |  |
|                                            |                                           | Carlo II di Meclemburgo-Strelitz               | Carlo Ludovico Federico di Meclemburgo-Strelitz        |  |  |       |  |  |                                  |  |  |                              |  |
|                                            |                                           | Carlo II di Meclemburgo-Strelitz               | Carlo Ludovico Federico di Meclemburgo-Strelitz        |  |  |       |  |  |                                  |  |  |                              |  |
|                                            |                                           | Carlo II di Meclemburgo-Strelitz               | Elisabetta Albertina di Sassonia-Hildburghausen        |  |  |       |  |  |                                  |  |  |                              |  |
| Luisa di Meclemburgo-Strelitz              |                                           | Carlo II di Meclemburgo-Strelitz               |                                                        |  |  |       |  |  |                                  |  |  |                              |  |
|                                            |                                           | Federica Carolina Luisa d'Assia-Darmstadt      | Giorgio Guglielmo d'Assia-Darmstadt                    |  |  |       |  |  |                                  |  |  |                              |  |
|                                            |                                           | Federica Carolina Luisa d'Assia-Darmstadt      | Giorgio Guglielmo d'Assia-Darmstadt                    |  |  |       |  |  |                                  |  |  |                              |  |
|                                            |                                           | Federica Carolina Luisa d'Assia-Darmstadt      | Maria Luisa Albertina di Leiningen-Dagsburg-Falkenburg |  |  |       |  |  |                                  |  |  |                              |  |
| Anna di Prussia                            |                                           | Federica Carolina Luisa d'Assia-Darmstadt      |                                                        |  |  |       |  |  |                                  |  |  |                              |  |
|                                            | Carlo Augusto di Sassonia-Weimar-Eisenach | Ernesto Augusto II di Sassonia-Weimar-Eisenach |                                                        |  |  |       |  |  |                                  |  |  |                              |  |
|                                            | Carlo Augusto di Sassonia-Weimar-Eisenach | Ernesto Augusto II di Sassonia-Weimar-Eisenach |                                                        |  |  |       |  |  |                                  |  |  |                              |  |
|                                            | Carlo Augusto di Sassonia-Weimar-Eisenach | Anna Amalia di Brunswick-Wolfenbüttel          |                                                        |  |  |       |  |  |                                  |  |  |                              |  |
| Carlo Federico di Sassonia-Weimar-Eisenach | Carlo Augusto di Sassonia-Weimar-Eisenach |                                                |                                                        |  |  |       |  |  |                                  |  |  |                              |  |
|                                            |                                           | Luisa Augusta d'Assia-Darmstadt                | Luigi IX d'Assia-Darmstadt                             |  |  |       |  |  |                                  |  |  |                              |  |
|                                            |                                           | Luisa Augusta d'Assia-Darmstadt                | Luigi IX d'Assia-Darmstadt                             |  |  |       |  |  |                                  |  |  |                              |  |
|                                            |                                           | Luisa Augusta d'Assia-Darmstadt                | Carolina del Palatinato-Zweibrücken-Birkenfeld         |  |  |       |  |  |                                  |  |  |                              |  |
| Maria di Sassonia-Weimar-Eisenach          |                                           | Luisa Augusta d'Assia-Darmstadt                |                                                        |  |  |       |  |  |                                  |  |  |                              |  |
|                                            |                                           | Paolo I di Russia                              | Pietro III di Russia                                   |  |  |       |  |  |                                  |  |  |                              |  |
|                                            |                                           | Paolo I di Russia                              | Pietro III di Russia                                   |  |  |       |  |  |                                  |  |  |                              |  |
|                                            |                                           | Paolo I di Russia                              | Caterina II di Russia                                  |  |  |       |  |  |                                  |  |  |                              |  |
| Marija Pavlovna Romanova                   |                                           | Paolo I di Russia                              |                                                        |  |  |       |  |  |                                  |  |  |                              |  |
|                                            |                                           | Sofia Dorotea di Württemberg                   | Federico II Eugenio di Württemberg                     |  |  |       |  |  |                                  |  |  |                              |  |
|                                            |                                           | Sofia Dorotea di Württemberg                   | Federico II Eugenio di Württemberg                     |  |  |       |  |  |                                  |  |  |                              |  |
|                                            |                                           | Sofia Dorotea di Württemberg                   | Federica Dorotea di Brandeburgo-Schwedt                |  |  |       |  |  |                                  |  |  |                              |  |
|                                            |                                           | Sofia Dorotea di Württemberg                   |                                                        |  |  |       |  |  |                                  |  |  |                              |  |